# Linea A (metropolitana di Los Angeles)
La linea A (in inglese A Line), precedentemente nota come linea blu (in inglese Blue Line), è una linea metrotranviaria della rete Los Angeles Metro Rail che collega Azusa, con capolinea presso la stazione APU/Citrus College, a Downtown Long Beach, dove termina con un cappio di ritorno, passando attraverso Pasadena, East Los Angeles, Downtown Los Angeles, South Los Angeles, Watts, Compton e Carson. È gestita dalla Los Angeles County Metropolitan Transportation Authority (LACMTA), che la indica internamente come linea 801.
Venne aperta il 14 luglio 1990, come prima linea della rete, e fu successivamente estesa due volte, nel settembre 1990 verso sud e il 15 febbraio 1991 verso nord. Il 16 giugno 2023, con l'apertura del Regional Connector, la linea A ha incorporato la sezione nord della linea L, assumendo l'attuale percorso.
Incrocia le linee B e D nelle stazioni di 7th Street/Metro Center e Union Station, la linea C nella stazione di Willowbrook/Rosa Parks, e condivide le stazioni tra Little Tokyo/Arts District e Pico con la linea E.

## Storia
Il servizio tranviario sul percorso dell'attuale linea A ebbe inizio nel 1902, come parte della rete tranviaria Pacific Electric Railway. Nel 1958 la Pacific Electric Railway e la Los Angeles Railway furono fuse nella Los Angeles Metropolitan Transit Authority, che nel 1961 chiuse la linea e la sostituì con autobus.
L'attuale linea, all'epoca denominata linea blu, fu aperta il 14 luglio 1990, come prima linea della rete Los Angeles Metro Rail. Il progetto, costato 877 milioni di dollari, venne curato dalla Rail Construction Corporation, oggi una sussidiaria della Los Angeles County Metropolitan Transportation Authority (LACMTA).
Nei piani originali la linea avrebbe dovuto continuare fino a Union Station, tuttavia la realizzazione del prolungamento venne sospesa a tempo indeterminato nel 1998. Alcuni lavori ebbero inizio proprio nel 1998 a Pasadena ma vennero in seguito bloccati e ripresi solo nel 2000, dopo che un disegno legge proposto dal deputato Adam Schiff creò una nuova autorità per occuparsi dei lavori. All'apertura questa sezione prese però il nome di linea oro (in seguito linea L) in quanto non vi era alcuna connessione diretta tra il suo capolinea meridionale e la linea blu.
Inizialmente la linea era predisposta per treni a due casse, ma l'aumento dell'utenza oltre le previsioni portò successivamente, tra il 1999 e il 2001, all'allungamento delle banchine di 19 stazioni per accogliere treni a tre casse, con un costo complessivo di 11 milioni di dollari. Nel 2006 furono introdotti gli annunci automatici nelle stazioni, dopo la loro introduzione con successo sulle linee verde e oro nel 2004.

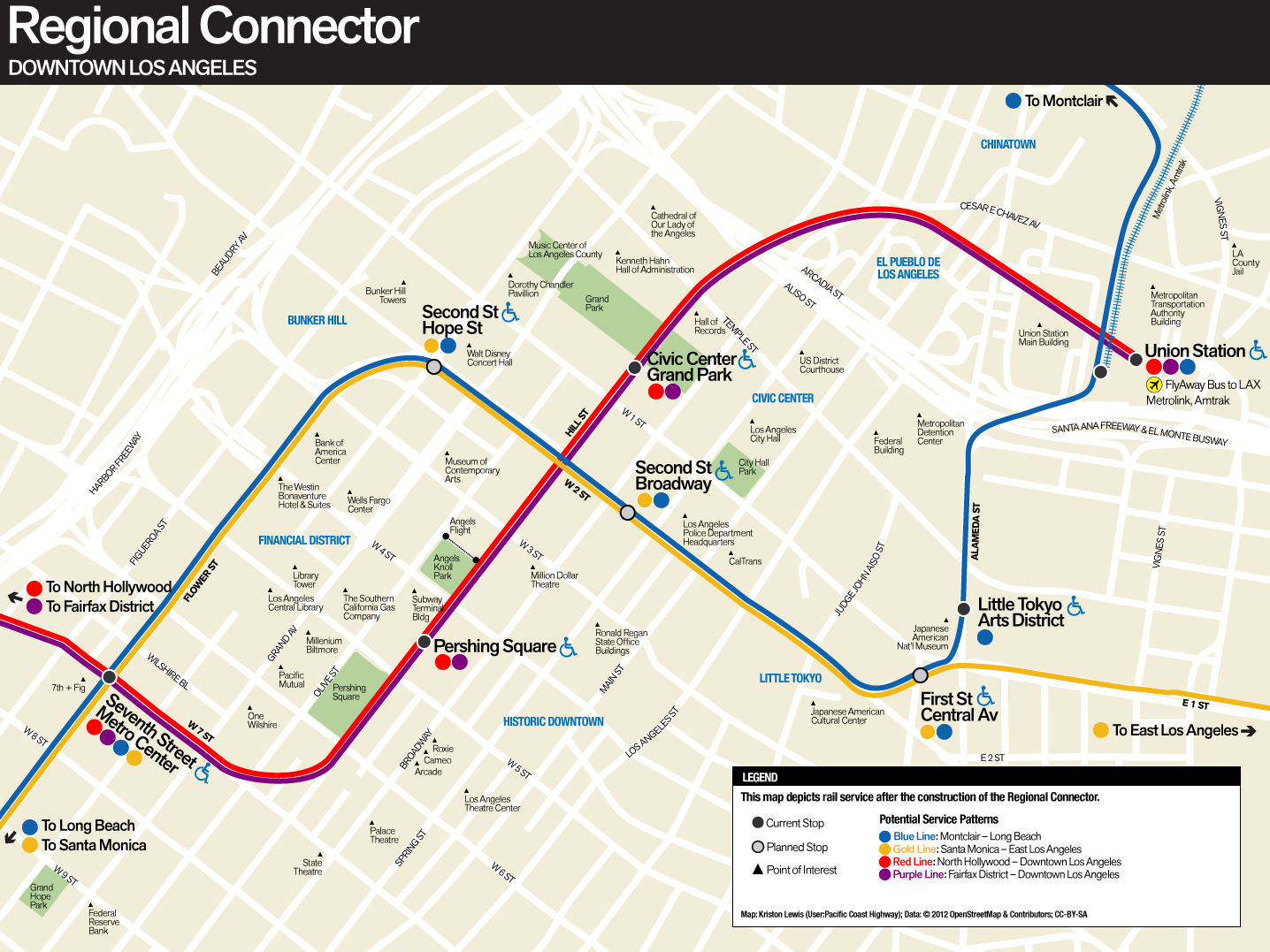
Mappa del Regional Connector.

A fine 2014 ebbe inizio un revisione sessennale della linea del costo di 1,2 miliardi di dollari, riguardante i binari, la linea area, le sottostazioni elettriche e le stazioni. Vennero anche acquistati 78 nuovi treni e aggiornati quelli in servizio, ad un costo rispettivamente di 739 e 130 milioni di dollari. Nel luglio 2015 venne completato il rinnovamento delle stazioni. Il 2 novembre 2019 fu completata l'ultima fase della revisione e la linea blu venne rinominata linea A.
Il 30 settembre 2014, con la posa della prima pietra, vennero avviati i lavori di costruzione del Regional Connector, un tunnel metrotranviario progettato per estendere le linee A ed E dalla stazione di 7th Street/Metro Center fino a Little Tokyo/Arts District. In contemporanea all'apertura del Regional Connector il 16 giugno 2023, la linea A è stata quindi prolungata verso nord-est, incorporando la sezione nord della linea L tra Little Tokyo/Arts District e APU/Citrus College (la sezione sud tra Little Tokyo/Arts District e Atlantic è diventata invece parte della linea E).

## Caratteristiche
|  | Urban head station |

| Urban station on track |

| Unknown route-map component "uSKRZ-G4o" |

| Urban station on track |

| Unknown route-map component "dWASSERq" | Unknown route-map component "uhKRZWae" | Unknown route-map component "dWASSERq" |  |

| Unknown route-map component "uSKRZ-G4u" |

| Urban station on track |

| Unknown route-map component "dWASSERq" | Unknown route-map component "uhKRZWae" | Unknown route-map component "dWASSERq" |  |

| Urban station on track |

| Unknown route-map component "dWASSERq" | Unknown route-map component "uhKRZWae" | Unknown route-map component "dWASSERq" |  |

| Urban station on track |

| Unknown route-map component "dWASSERq" | Unknown route-map component "uhKRZWa" | Unknown route-map component "dWASSERq" |  |

| Unknown route-map component "d" | Unknown route-map component "RP4+lyvRP2" + Unknown route-map component "MASKc" + Unknown route-map component "uhSTRe@f" | Unknown route-map component "dRP4q" |  |

| Unknown route-map component "vRP2BHF" + Urban station on track |

| Unknown route-map component "vRP2BHF" + Urban station on track |

| Unknown route-map component "vRP2BHF" + Urban station on track |

| Unknown route-map component "d" | Unknown route-map component "utSTRa" + Unknown route-map component "vRP2yRP4l" | Unknown route-map component "dRP4q" |  |

| Unknown route-map component "utBHFea" |

| Unknown route-map component "utSTRe@g" + Unknown route-map component "ulBHF2+r" |

| Urban station on track |

| Unknown route-map component "uSKRZ-G4o" |

| Urban station on track |

| Unknown route-map component "dWASSERq" | Unknown route-map component "uhKRZWe" | Unknown route-map component "dWASSERq" |  |

| Unknown route-map component "uhSKRZ-G4a" |

| Urban station on track |

| Urban station on track |

| Unknown route-map component "uTUNNEL1" + Unknown route-map component "RP2q" |

| Urban station on track + Unknown route-map component "lhSTRa@f" |

| Unknown route-map component "uhSKRZ-G4" |

| Unknown route-map component "dWASSERq" | Unknown route-map component "uhKRZW" | Unknown route-map component "dWASSERq" |  |

| Unknown route-map component "uhBHF" |

| Unknown route-map component "uhSKRZ-G4" |

| Unknown route-map component "dWASSERq" | Unknown route-map component "uhKRZW" | Unknown route-map component "dWASSERq" |  |

| Unknown route-map component "CONTgq" | Unknown route-map component "umhKRZ" | Unknown route-map component "ABZ+lr" + Unknown route-map component "CONTg@G" | Unknown route-map component "CONTfq" |

| Unknown route-map component "uhBHFe" | Straight track |

| Unknown route-map component "utKINTa-L" | Unknown route-map component "uINT-M" | Unknown route-map component "KINTe-R" |  |

| Unknown route-map component "utSKRZ-G4" | Unknown route-map component "uhSKRZ-G4a" + Unknown route-map component "hPORTALf" | Unknown route-map component "RP4w" |  |

| Urban tunnel straight track | Unknown route-map component "utABZg+l" | Unknown route-map component "uCONTfq" + Unknown route-map component "PORTALr" |  |

| Urban tunnel straight track | Urban tunnel station on track |  |  |

| Unknown route-map component "utSTR2" | Urban tunnel station on track + Unknown route-map component "utSTRc3" |  |  |

| Unknown route-map component "utSTRc1" | Unknown route-map component "utKRZ2+4tu" | Unknown route-map component "utSTRc3" |  |

|  | Urban tunnel station on track + Unknown route-map component "utSTRc12" | Unknown route-map component "utSTR3+4" |  |

| Unknown route-map component "utSTRc2" | Unknown route-map component "utSTR3+1" + Urban tunnel station on track | Unknown route-map component "utSTRc4" |  |

| Unknown route-map component "utCONT1" | Unknown route-map component "utBHFe@g" + Unknown route-map component "utSTRc4" |  |  |

| Unknown route-map component "dRP4q" | Unknown route-map component "uSKRZ-G4u" | Unknown route-map component "dRP4q" |  |

| Unknown route-map component "uCONTgq" | Unknown route-map component "uABZgr" |  |  |

| Urban station on track |

| Urban station on track |

| Urban station on track |

| Urban station on track |

| Unknown route-map component "uhBHFae" |

| Urban station on track |

| Unknown route-map component "uDBHF" |

| Urban station on track |

| Unknown route-map component "vRP2e" + Unknown route-map component "uCONTgq" | Urban straight track + Unknown route-map component "lMKRZvu" + Unknown route-map component "vRP2q" + Unknown route-map component "uBHFq" | Unknown route-map component "vRP2w" + Unknown route-map component "uCONTfq" |  |

| Urban station on track |

| Unknown route-map component "dWASSERq" | Unknown route-map component "uWBRÜCKE1" | Unknown route-map component "dWASSERq" |  |

| Urban station on track |

| Unknown route-map component "dRP4q" | Unknown route-map component "uSKRZ-G4u" | Unknown route-map component "dRP4q" |  |

| Unknown route-map component "uhBHFa" |

| Unknown route-map component "dRP4q" | Unknown route-map component "uhSKRZ-G4" | Unknown route-map component "dRP4q" |  |

| Unknown route-map component "dWASSERq" | Unknown route-map component "uhKRZWe" | Unknown route-map component "dWASSERq" |  |

| Unknown route-map component "dRP4q" | Unknown route-map component "uSKRZ-G4u" | Unknown route-map component "dRP4q" |  |

| Urban station on track |

| Urban station on track |

| Urban station on track |

| Urban station on track |

| Unknown route-map component "uBS2+l" | Unknown route-map component "uBS2+r" |  |

| Unknown route-map component "uSTRg" | Unknown route-map component "uBHF(L)f" |  |

| Unknown route-map component "uBHF(R)g" | Urban straight track one-way forward |  |

| Unknown route-map component "uSTRg" | Unknown route-map component "uBHF(R)f" |  |

| Unknown route-map component "uBHF(R)g" | Urban straight track one-way forward |  |

| Unknown route-map component "uSTRl" | Unknown route-map component "uSTRr" |  |

La linea A si snoda tra Azusa e Downtown Long Beach passando per Downtown Los Angeles, con una lunghezza complessiva di 78,1 km e 44 stazioni. È la più lunga linea metrotranviaria al mondo. Il capolinea nord si trova presso la stazione APU/Citrus College, da qui la linea si dirige verso ovest e attraversa prima le città di Azusa e Irwindale per poi deviare sulla mediana della Foothill Freeway (I-210). A Old Pasadena la linea abbandona la mediana e continua verso sud-ovest lungo il percorso dell'ex Pasadena Subdivision fino a Union Station. Dopo Union Station la linea attraversa in sotterranea Downtown, tramite il Regional Connector che è condiviso con la linea E, per poi tornare in superficie a sud della stazione sotterranea di 7th Street/Metro Center. Presso l'incrocio tra Washington Boulevard e Flower Street le due linee divergono: la linea E continua su Flower Street mentre la linea A si dirige a est su Washington Boulevard. Dopo aver deviato verso sud su Long Beach Avenue, la linea segue il tracciato della vecchia tranvia della Pacific Electric Railway fino alla stazione di Willow, dopo la quale continua su Long Beach Boulevard. La linea termina infine con un cappio di ritorno che percorre Long Beach Boulevard, 1st Street, Pacific Avenue e 8th Street.

### Servizio
La linea ha un tempo di percorrenza di 1 ora e 58 minuti ed è attiva tra le 3:40 circa e l'1:40 del giorno dopo. Da lunedì a venerdì la frequenza delle corse nelle ore di punta è di 8 minuti, che sale a 10 nelle altre fasce orari, nei fine settimana la frequenza è di 10 minuti, mentre di notte è generalmente pari a circa 20 minuti. Un numero limitato di corse termina o inizia alla stazione di Monrovia.

## Materiale rotabile

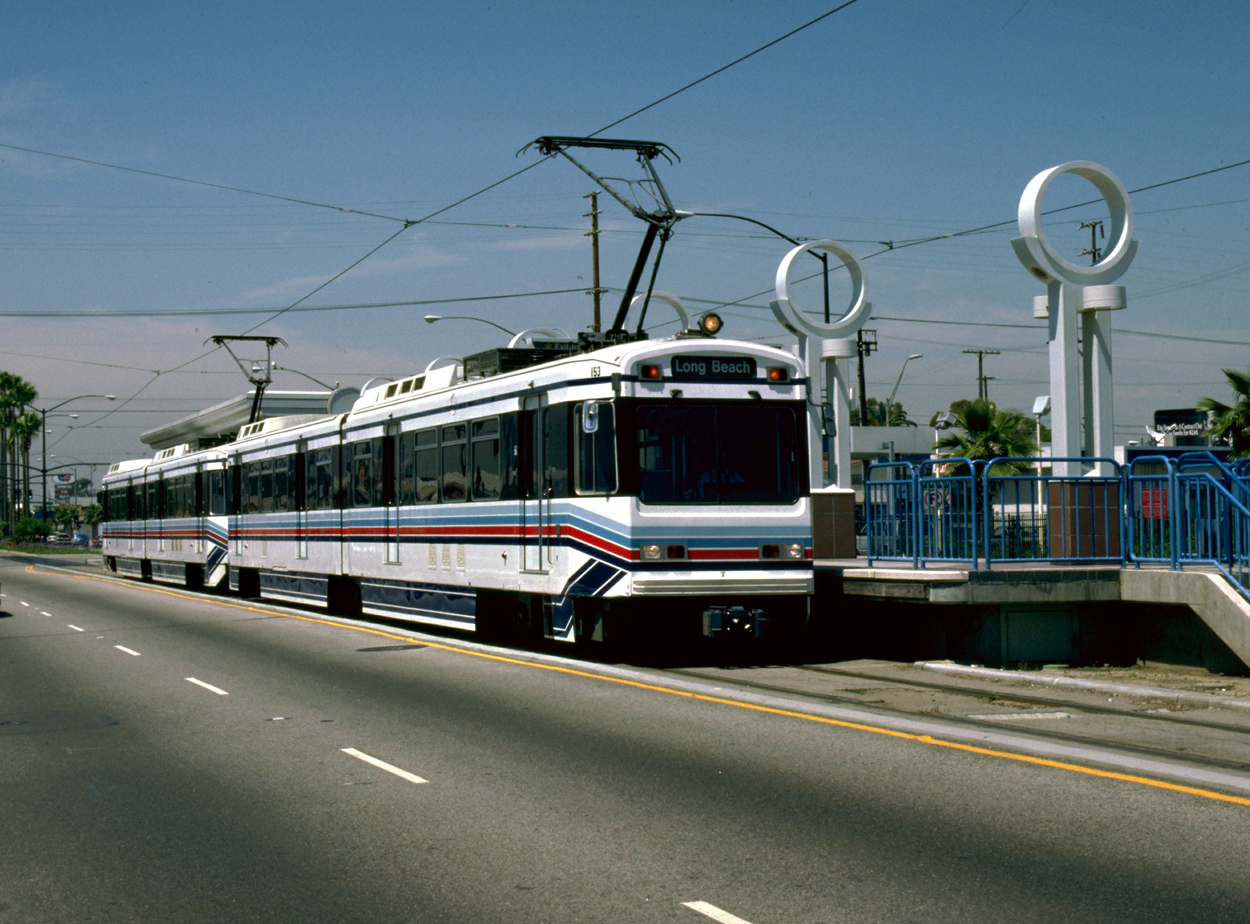
Treno P865 in livrea originale.

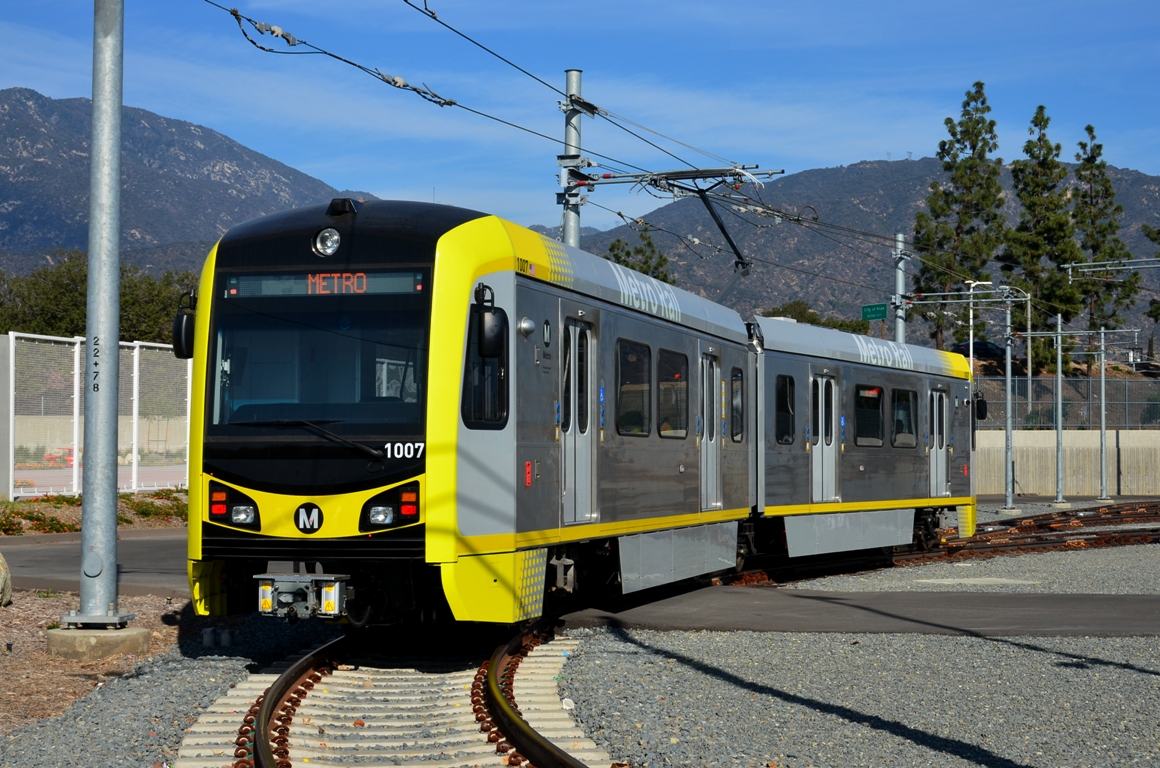
Treno P3010 nel 2015.

Dal 2023, la linea A utilizza i treni Kinki Sharyo P3010 e quelli AnsaldoBreda P2550. La maggior parte dei treni è a tre casse, per via dell'elevata utenza della linea, mentre quelli a due casse sono utilizzati di notte e la mattina dei fine settimana, quando l'utenza è minore. All'apertura della linea nel 1990 erano utilizzati 54 Nippon Sharyo P865; nel 2000 furono introdotti 15 Nippon Sharyo P2020, trasferiti dalla linea C che aveva iniziato ad utilizzare soltanto Nippon Sharyo P2000.
Nel momento del loro ritiro dal servizio, i Nippon Sharyo P865 avevano una livrea gialla e bianca, mentre quella precedente era con linee celesti, blu chiaro, blu scuro e rosse su sfondo bianco. Nel 2000 i treni numero 109 e 148 furono dipinti con una speciale livrea rossa per celebrare l'anniversario della Pacific Electric Railway. Nell'agosto 2013 il treno 148 ha debuttato con una nuova livrea, che è stata poi adottata dall'intera flotta della LACMTA.

## Progetti
Il 2 dicembre 2017 sono iniziati i lavori per estendere la linea dal capolinea nord APU/Citrus College, nella città di Azusa, fino a Pomona-North, nella città di Pomona. Il completamento dei lavori è previsto per inizio 2025.

## Sicurezza
Dal 1990, più di 180 automobilisti o pedoni sono stati uccisi nei passaggi a livello della linea con in totale più di 800 collisioni, rendendo la linea A la più mortale delle linee ferroviarie del paese. Nel 1998, la LAMTA affidò alla Booz Allen Hamilton Inc uno studio sul problema per cercare delle soluzioni efficienti; in particolare lo studio evidenziò come l'alta utenza era uno dei fattori dominanti:
(Un passaggio delle conclusioni dello studio)
Altri fattori identificati furono: l'alto densità di popolazione nelle aree attraversate dalla linea che comporta un maggiore traffico pedonale lungo i binari, le verità socio-economiche della comunità lungo la linea che creano difficoltà nelle campagne per la sicurezza pubblica, la frustrazioni dei conducenti a causa della lentezza del traffico che comporta l'assunzione di maggiori rischi nel comportamento e infine la condivisione con il traffico merci del tratto tra le stazioni di Washington e Willow che permette ai treni di arrivare ad velocità massime di 89 km/h.
Il tasso di incidenti è diminuito in seguito all'introduzione di sbarre a protezione dei passaggi a livello nella tratta tra Washington e Del Amo, e sono state installate anche telecamere per il controllo dei pedoni, tuttavia il tasso di collisione e morte è ancora molto alto se paragonato a linee simili.

## Nella cultura di massa
- All'apertura della linea A venne rilasciato un VHS con protagoniste le tartarughe Ninja per promuovere l'uso della linea.[27]
- Nel remake del 2003 di The Italian Job, i protagonisti guidano la loro BMW Mini Coopers dentro la stazione di 7th Street/Metro Center e vengono quasi travolti da un treno della linea A. Lyle toglie quindi energia alla stazione fermando i treni.
- Il film Heat - La sfida si apre con il personaggio di Neil McCauley, interpretato da Robert De Niro, che scende da un treno della linea A nella stazione di Firestone. Un treno della linea è presente anche nel poster ufficiale del film.[28]
- La scena finale del film Collateral si svolge sulla linea A, partendo dalla stazione di 7th Street/Metro Center e poi verso sud.